# Louis Patriarche
Louis Patriarche né le 28 septembre 1872 à Bastia et mort le 13 mai 1955 à Nîmes est un sculpteur et médailleur français.

## Biographie
Né à Bastia le 28 septembre 1872, Louis Patriarche bénéficié du legs Sisco pour suivre ses études à Rome. Il expose au Salon des artistes français à partir de 1898, au Salon des artistes décorateurs en 1909 et au Salon d'hiver en 1933 et 1946.
Il meurt le 13 mai 1955 à Nîmes et est inhumé dans le caveau familial à Saint-Césaire-lès-Nîmes.

## Œuvres
- Épisode de la bataille d'Aboukir, 1908, médaille, commande de l’État[4].
- Bourgault-Ducoudray, 1913, portrait en médaillon en bronze, diamètre : 1 m, commande de l’État, Nantes, théâtre Graslin[4],[5].
- Médaille commémorant la Victoire, 1919, médaille, commande de l’État[4].
- Monument aux morts de Bastia, 1925, en collaboration avec Jean-Mathieu Pekle.

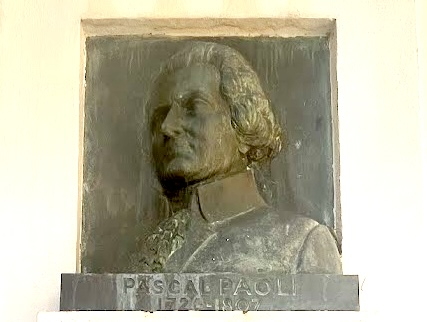
Bas-relief représentant Pascal Paoli, rue César Campinchi à Bastia

- Bas-relief représentant Pascal Paoli, rue César Campinchi à BastiaPascal Paoli, bas-relief à Bastia, 1934
- Jules Clarétie, médaillon en bronze ornant le monument de l'homme de lettres, Paris, cimetière du Père-Lachaise (4e division)[6].
- La porteuse d'eau, 1931, sculpture au centre de la place éponyme à Calvi[7].

## Récompenses et distinctions
- Médaille d'or de l'Exposition franco-britannique de 1908.
- Chevalier de la Légion d'honneur par décret du 29 juin 1924[8].
- Officier du Nichan Iftikhar